# Aechmea nudicaulis
Aechmea nudicaulis es una especie fanerógama de la familia de Bromeliáceas, originaria de Brasil y Ecuador.

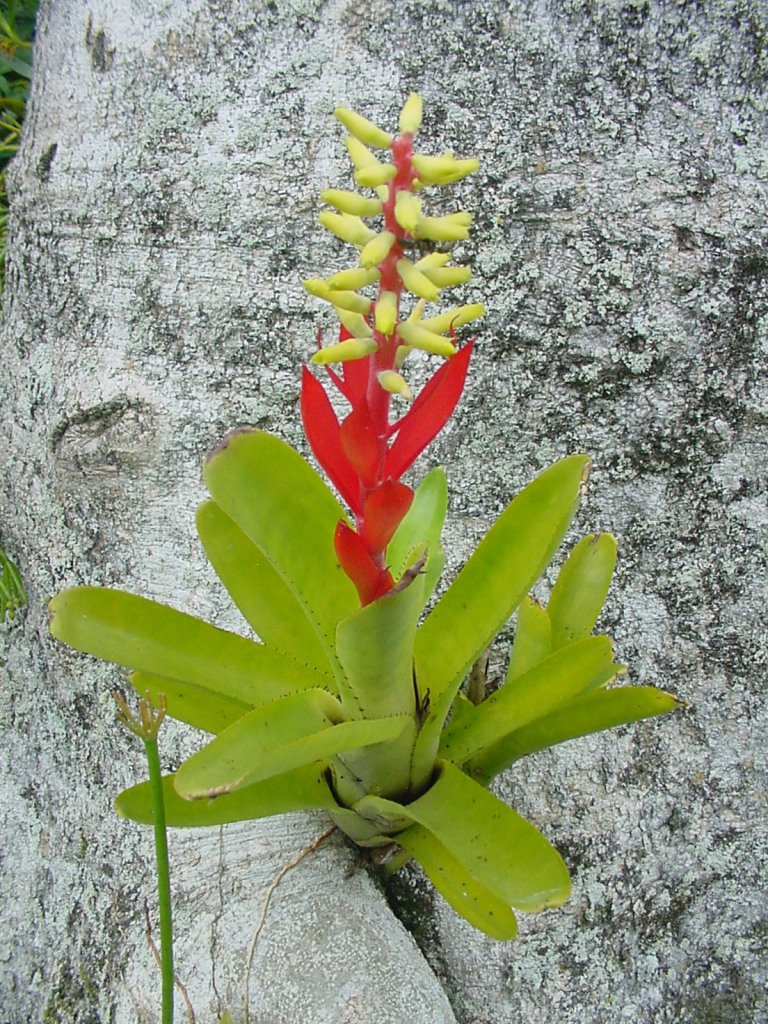
Vista de la planta.

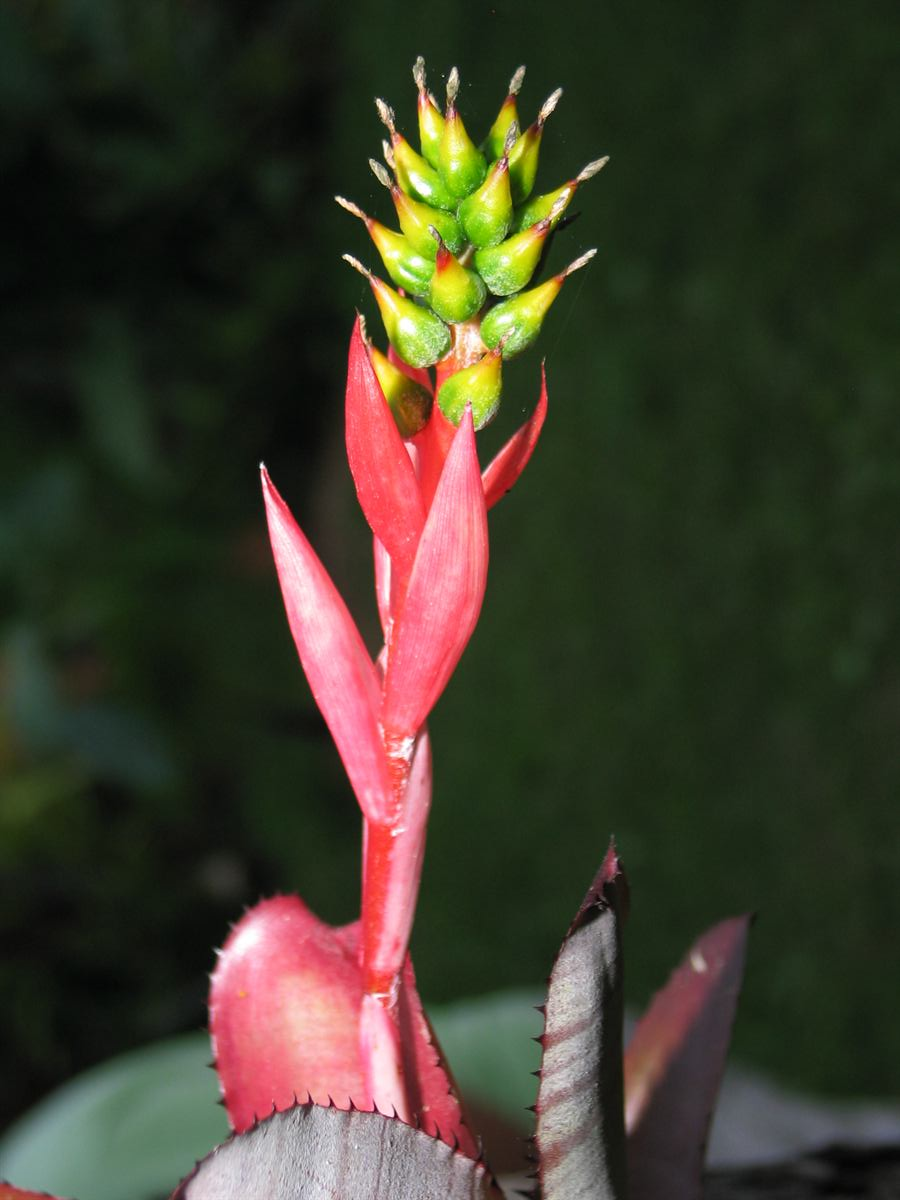
Inflorescencia.

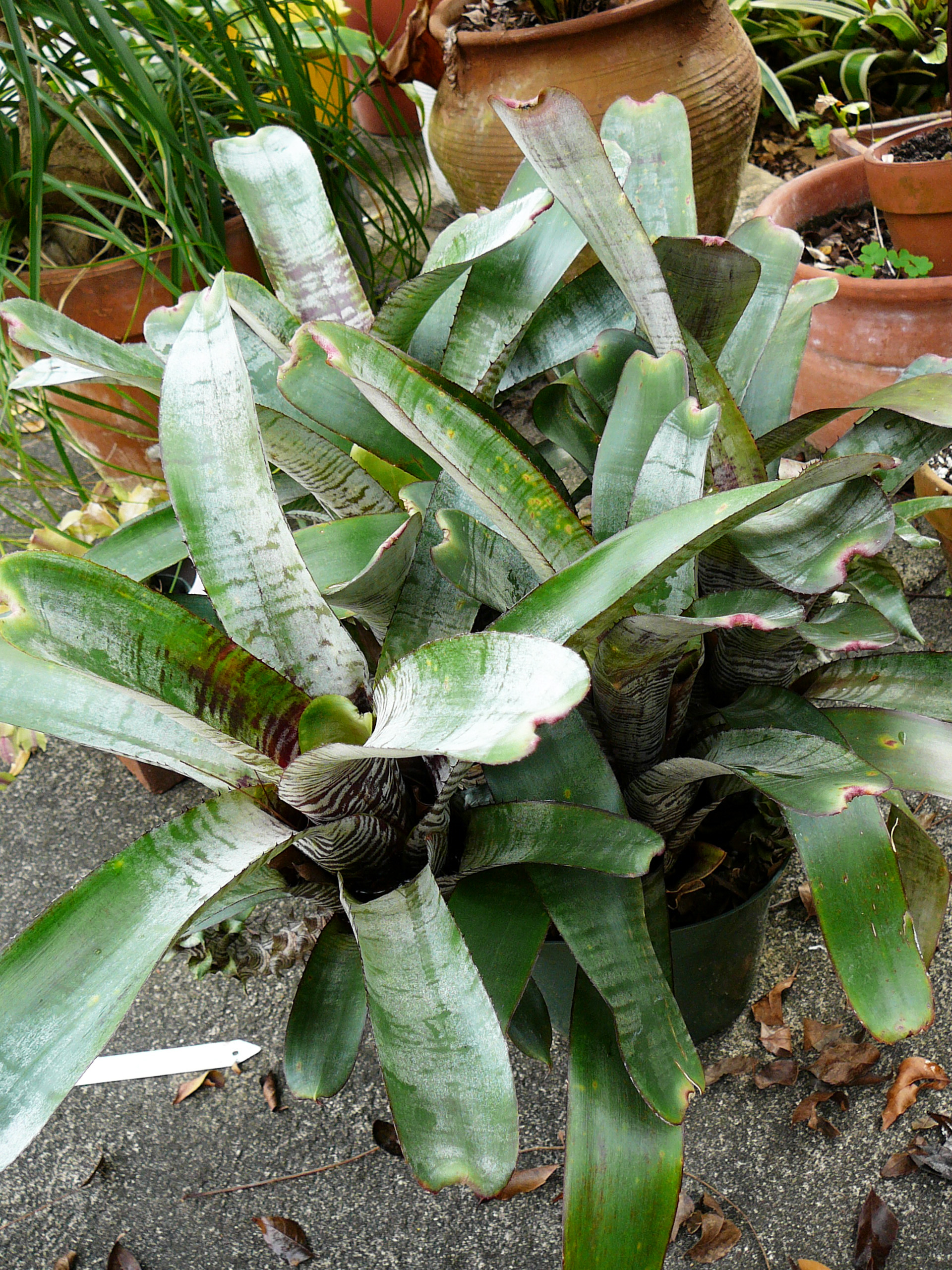
Vista de la planta.

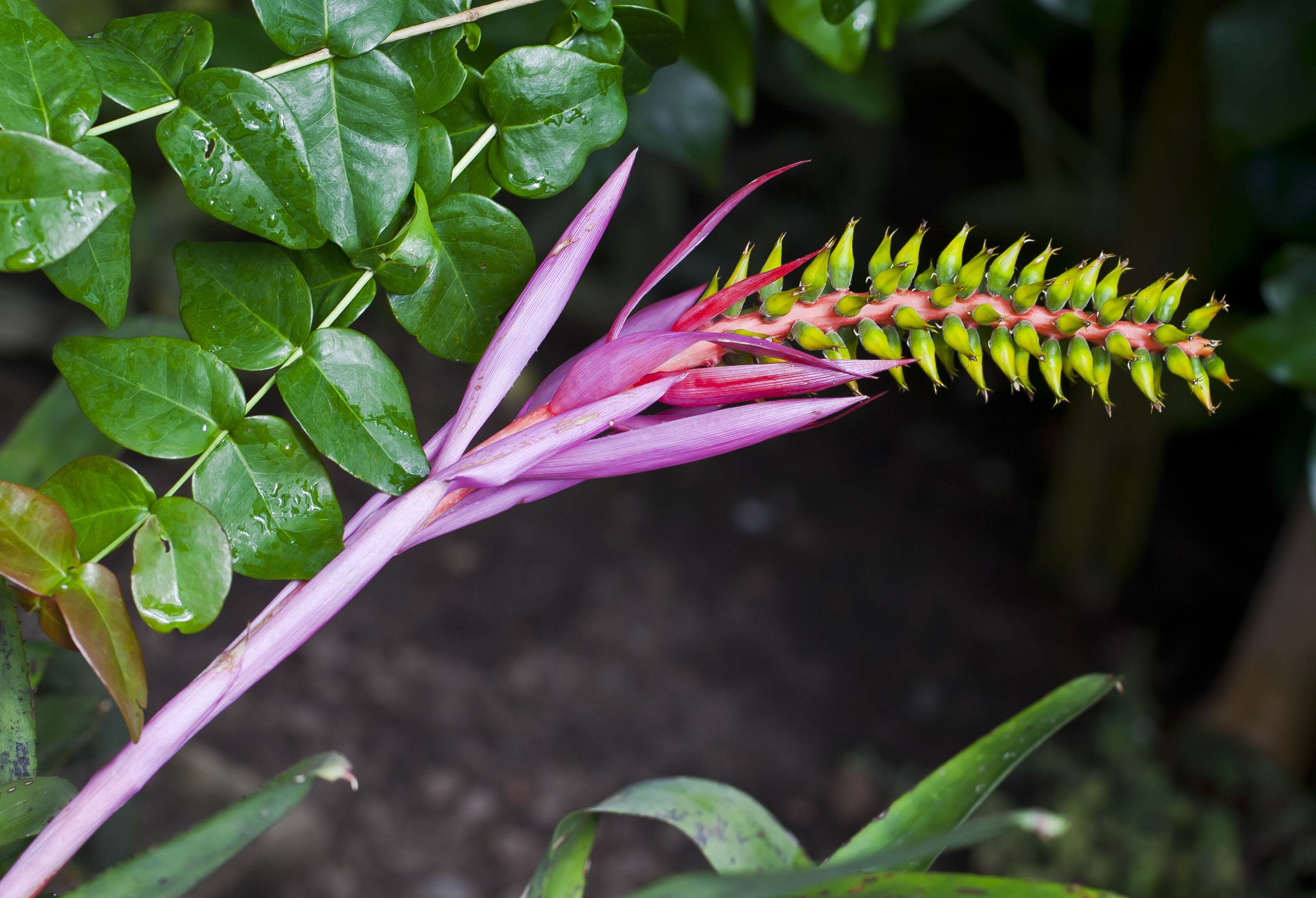
Ejemplar en el jardín botánico de Tallin.

## Descripción
Son epífitas, que alcanzan un tamaño de (30–) 40–70 cm de alto en flor. Hojas 25–55 (–100) cm de largo; vainas elípticas, de 5 cm de ancho, enteras (serradas distalmente), densamente café-lepidotas, pajizas a cafés; láminas liguladas, 4–6 (–8) cm de ancho, agudas a redondeadas y acuminadas, dentadas, (glabras) pubescentes, frecuentemente con bandas de tricomas patentes. Escapo erecto, 24–51 cm de largo, flocoso, brácteas erectas a divergentes, mucho más largas que los entrenudos, enteras; inflorescencia simple, 3–14 cm de largo, flocosa, con 25–60 flores polísticas, brácteas florales ausentes o subuladas de hasta 3 mm de largo, flocosas a glabrescentes, flores sésiles; sépalos 5–7 mm de largo, libres, asimétricos, agudos y apiculados, glabros (flocoso-pubescentes proximalmente); pétalos amarillos.

## Distribución y hábitat
Especie poco común, se encuentra en bosques perennifolios, bosques muy húmedos, en la zona atlántica; a una altitud de 0–1100 m; fl y fr feb–sep; desde México (Veracruz, Puebla, Oaxaca) al noroeste de Sudamérica y en las Antillas.

## Cultivares
Un número de cultivares derivados de esta especie están disponibles comercialmente. Estas son alguna de las formas seleccionadas o híbridos resultantes de cruces con otras especies, entre ellas:
- Aechmea 'Parati'[2]
- Aechmea 'Rakete'[3]

## Taxonomía
Aechmea nudicaulis fue descrita por August Grisebach y publicado en Flora of the British West Indian Islands 593. 1864.
Etimología
Aechmea: nombre genérico que deriva del griego akme ("punta"), en alusión a los picos rígidos con los que está equipado el cáliz.
nudicaulis: epíteto latino que significa "con raíz desnuda".
Variedades
- Aechmea nudicaulis var. aequalis  L.B.Sm. & Reitz, 1963
- Aechmea nudicaulis var. aureorosea ( Antoine) L.B. Smith, 1955
- Aechmea nudicaulis var. capitata  Reitz, 1965
- Aechmea nudicaulis var. cuspidata  Baker, 1879
- Aechmea nudicaulis var. flavomarginata  E. Pereira, 1975
- Aechmea nudicaulis var. nudicaulis  (L.) Griseb., 1864
- Aechmea nudicaulis var. nordestina  J.A. Siqueira & Leme, 2006
- Aechmea nudicaulis var. plurifolia  E. Pereira, 1972
- Aechmea nudicaulis var. simulans  E. Pereira, 1977

Sinonimia
- Billbergia nudicaulis (L.) Lindl.
- Bromelia nudicaulis L.
- Hohenbergia nudicaulis (L.) Baker
- Hoplophytum nudicaule (L.) K.Koch
- Pothuava nudicaulis (L.) Regel
- Tillandsia serrata Sessé & Moc.[5][6]

var. cuspidata Baker
- Aechmea aureorosea (Antoine) Baker
- Aechmea cornui Carrière
- Aechmea sulcata Lindm.
- Billbergia oblonga Mart. ex Schult. & Schult.f.
- Bromelia hookeri Sweet
- Bromelia lutea G.Mey.
- Hoplophytum aureoroseum Antoine
- Hoplophytum spicatum Beer
- Hoplophytum unispicatum (Vell.) Beer
- Pothuava nudicaulis var. aureorosea (Antoine) L.B.Sm. & W.J.Kress
- Pothuava nudicaulis var. cuspidata (Baker) L.B.Sm. & W.J.Kress
- Pothuava nudicaulis var. tabuleirensis (Reitz) L.B.Sm. & W.J.Kress
- Pothuava spicata Gaudich.
- Tillandsia unispicata Vell.

var. nudicaulis
- Billbergia aureorosea Baker
- Billbergia lanuginosa K.Koch
- Billbergia lutea Schult. & Schult.f.
- Billbergia pyramidalis J.Forbes
- Billbergia pyramidata Beer
- Billbergia quadricolor C.Chev.
- Billbergia quadricolor hort. ex Baker
- Bromelia gigantea Schult. & Schult.f.
- Hoplophytum languinosum Beer
- Hoplophytum lanuginosum (K.Koch) Beer
- Pothuava nudicaulis var. flavomarginata (E.Pereira) L.B.Sm. & W.J.Kress
- Pothuava nudicaulis var. glabriuscula Regel
- Pothuava nudicaulis var. simulans (E.Pereira) L.B.Sm. & W.J.Kress
- Tillandsia saxatilis Vell.